# 大埃默农维尔
大埃默农维尔（法語：Ermenonville-la-Grande，法語發音：[ɛʁmənɔ̃vil la ɡʁɑ̃d]）是法国厄尔-卢瓦省的一个市镇，属于沙特尔区。该市镇总面积12.07平方公里，2009年时的人口为324人。

## 人口
大埃默农维尔人口变化图示